# Mieczysław Hryniewicz
Mieczysław Hryniewicz (ur. 31 sierpnia 1949 w Wąsoszu) – polski aktor teatralny, filmowy i dubbingowy.

## Życiorys
Jest synem Józefa i Franciszki Hryniewiczów. Jego ojciec urodził się w Nowym Jorku i był stolarzem. Ma starszą siostrę.
Jest absolwentem Zespołu Szkół Budownictwa nr 1 na ul. Rybaki 17 w Poznaniu i Wydziału Aktorskiego PWST w Warszawie (1973). Jako aktor był związany z warszawskimi teatrami: Narodowym (do 1980) i Studio (1982–1988) oraz poznańskim Teatrem Polskim (1998–2000), gościnnie występował także w Teatrze Ochoty i Teatrze Adekwatnym.
W telewizji zadebiutował w 1973 w serialu Droga, następnie zagrał w filmie Andrzeja Trzosa-Rastawieckiego Zapis zbrodni (1974). Rozgłos przyniosła mu rola taksówkarza Jacka Żytkiewicza w serialu Stanisława Barei Zmiennicy (1986). Przez kolejne lata grywał głównie w teatrze oraz w drugoplanowych i epizodycznych rolach filmowych. Od 2003 występuje jako Włodzimierz Zięba, jeden z głównych bohaterów serialu TVN Na Wspólnej.
W październiku 2014 został ambasadorem instytucji finansowej „Wielkopolska” SKOK.
7 października 2017 we Wrocławiu na DSW został nagrodzony nagrodą honorową – Złotą Rybą – 15. Festiwalu Filmów Optymistycznych „Happy End” za wspieranie kina niezależnego i młodych twórców.

## Życie prywatne
Z pierwszego małżeństwa ma syna Jakuba, z którym od lat nie utrzymuje kontaktu. 29 lutego 2000 zawarł związek małżeński z Ewą Strebejko, scenografką i malarką, z którą wychowuje jej córkę (Matyldę) z poprzedniego związku.
W lipcu 2023 został honorowym obywatelem miasta Wąsosz.

## Filmografia
- 1973: Droga jako Kajtek (odc. 4)
- 1974: Zapis zbrodni jako Kazek Reduski
- 1975: Opadły liście z drzew jako Henryk
- 1975: Jarosław Dąbrowski
- 1975: Dyrektorzy jako młody robotnik (odc. 1)
- 1976: Czerwone ciernie jako Sułek
- 1976: Barwy ochronne jako student, uczestnik obozu
- 1977: Pasja jako Kalinka
- 1978: Zapowiedź ciszy jako operator spychacza
- 1978: Pejzaż horyzontalny jako „Student”
- 1978: Biały mazur jako Hieronim Truszkowski
- 1979: Wolne chwile jako Kryspin
- 1979: W słońcu i w deszczu jako chłopak na zabawie (odc. 2)
- 1979: Strachy jako Mietek Radziszewski
- 1979: ... cóżeś ty za pani ... jako przyjaciel Jakuba
- 1980: Dzień Wisły jako chory chłopak
- 1981: Najdłuższa wojna nowoczesnej Europy jako ksiądz Walenty Śmigielski (odc. 8)
- 1982: Śpiewy po rosie jako Ebe
- 1983: Szkoda twoich łez jako Mietek Radziszewski
- 1984: Pan na Żuławach jako góral (odc. 1)
- 1984: Lato leśnych ludzi (odc. 3 i 4)
- 1985: Bariery jako dziennikarz
- 1985: …jestem przeciw jako „Iskierka”, handlarz narkotyków
- 1986: Zmiennicy jako Jacek Żytkiewicz
- 1986: Prywatne śledztwo jako zabity kierowca ciężarówki
- 1987: Wielki Wóz jako porucznik Karol
- 1987: Ucieczka z miejsc ukochanych jako Michał Wiatrus
- 1987: Śmieciarz jako pasażer zatrzymanego pociągu (odc. 1)
- 1987: Dziennik dla moich ukochanych jako pracownik ambasady Węgier w Moskwie
- 1987: Dorastanie jako doktorant (odc. 1)
- 1988: Piłkarski poker jako sędzia boczny
- 1988: Czarodziej z Harlemu jako kierowca Bączka
- 1988: Akwen Eldorado jako kolejarz
- 1989: Urodzony po raz trzeci jako listonosz u Bruzdy
- 1989: Rififi po sześćdziesiątce jako chłopak i „wspólnik” Elizy
- 1989: Lawa jako Literat III w „Salonie Warszawskim”
- 1990: Życie za życie. Maksymilian Kolbe jako furtian
- 1990: Kapitan Conrad
- 1991: Spokojny żywot jako kloszard
- 1991: Niech żyje miłość jako mechanik
- 1992: Prawdziwie po polsku
- 1993: Człowiek z... jako reporter telewizji podziemnej przed więzieniem
- 1994: Polska śmierć jako policjant
- 1994: Cudowne miejsce jako Gorzelak
- 1994: Bank nie z tej ziemi jako taksówkarz (odc. 11)
- 1995: Pułkownik Kwiatkowski jako żołnierz
- 1995: Archiwista
- 1996: Poznań 56 jako człowiek z walizką
- 1996–1997, 2000: Dom jako Czesio, szwagier Prokopa
- 1997: Prostytutki jako zabójca „Drabiny”
- 1998: Ekstradycja 3 jako gangster „Dzięcioł” (odc. 1)
- 1999: Tygrysy Europy jako taksówkarz
- 2000: Sukces jako członek Unii Polski Mocarstwowej
- 2001: Quo vadis jako dyspensator w pałacu Winicjusza
- 2001: Marszałek Piłsudski jako ksiądz Marian Tokarzewski (odc. 3 i 7)
- 2001: Gwałt jako drwal
- 2001: 3 km do raju jako „Metalowy”
- 2002: Wiedźmin jako karczmarz (odc. 3)
- 2002: Quo vadis jako dyspensator w pałacu Winicjusza
- 2002: Przedwiośnie jako poeta na wiecu w Moskwie (odc. 2)
- 2003: Biała sukienka jako ksiądz
- 2003: Konkwistador po polsku. Krzysztof Arciszewski
- od 2003: Na Wspólnej jako Włodek Zięba, mąż Marii
- 2005: Smok z Oxy
- 2006: Niania jako Alojzy, dyrektor klubu (odc. 34)
- 2007: Odwróceni jako właściciel hotelu (odc. 13)
- 2007: Futro jako Frankowski
- 2008: Jan z drzewa jako Supczyński
- 2010: Różyczka jako strażnik Kazimierz
- 2010: Nowa jako kierownik ośrodka (odc. 5)
- 2010: Fenomen jako agent Wojtka
- 2011: Wyjazd integracyjny jako starszy kelner
- 2016: Myszy i szczury jako sklepikarz
- 2017: Za marzenia jako wujek Czesław na weselu (odc. 5)
- 2017: Urok jako proboszcz
- 2019: Futro z misia jako gość na komunii Tadeuszka Mateuszka

## Dubbing
- 1990: Bouli – Bouli
- 1988–1993: Hrabia Kaczula
- 1985–1991: Gumisie – Momo
- 1978: Przygody Piotrusia Pana – Piotruś Pan